# Крук (округ, Орегон)
Шаблон:StateAbbr_ 44°08′ пн. ш. 120°22′ зх. д. / 44.13° пн. ш. 120.36° зх. д.
Округ  Крук (англ. Crook County) — округ (графство) у штаті  Орегон, США. Ідентифікатор округу 41013.

## Історія
Округ утворений 1862 року.

## Демографія
За даними перепису 
2000 року 
загальне населення округу становило 19182 осіб, зокрема міського населення було 10290, а сільського — 8892.
Серед мешканців округу чоловіків було 9564, а жінок — 9618. В окрузі було 7354 домогосподарства, 5425 родин, які мешкали в 8264 будинках.
Середній розмір родини становив 2,96.
Віковий розподіл населення поданий у таблиці:
| Стать    | До 15 років | 15-21 | 22-29 | 30-39 | 40-49 | 50-65 | 65-85 | Понад 85 |
| -------- | ----------- | ----- | ----- | ----- | ----- | ----- | ----- | -------- |
| Чоловіки | 2083        | 999   | 826   | 1164  | 1403  | 1806  | 1174  | 109      |
| Жінки    | 2033        | 833   | 844   | 1196  | 1433  | 1744  | 1348  | 187      |

## Суміжні округи
- Джефферсон — північ
- Вілер — північ
- Грант — схід
- Гарні — південний схід
- Дешутс — південний захід

## Виноски
1. ↑  U.S. Decennial Census. United States Census Bureau. Архів оригіналу за 26 квітня 2015. Процитовано 25 лютого 2015.
2. ↑  Historical Census Browser. University of Virginia Library. Архів оригіналу за 11 серпня 2012. Процитовано 25 лютого 2015.
3. ↑  Forstall, Richard L., ред. (27 березня 1995). Population of Counties by Decennial Census: 1900 to 1990. United States Census Bureau. Архів оригіналу за 19 лютого 2015. Процитовано 25 лютого 2015.
4. ↑  Census 2000 PHC-T-4. Ranking Tables for Counties: 1990 and 2000 (PDF). United States Census Bureau. 2 квітня 2001. Архів оригіналу (PDF) за 18 грудня 2014. Процитовано 25 лютого 2015.
5. ↑  State & County QuickFacts. United States Census Bureau. Архів оригіналу за 25 лютого 2016. Процитовано 14 листопада 2013.(англ.) Наведено за англійською вікіпедією.
6. ↑  American FactFinder. Бюро перепису населення США. Архів оригіналу за 29 липня 2011. Процитовано 31 січня 2008.

| США | Це незавершена стаття з географії США. Ви можете допомогти проєкту, виправивши або дописавши її. |